# Thibaut Delplank
Thibaut Delplank (24 april 1992) is een Belgisch voetballer die anno 2011 onder contract staat bij Sporting Charleroi. Vanaf seizoen 2012-2013 zal Delplank uitkomen voor RFC Huy.

## Statistieken
| Seizoen | Club               | Land   | Competitie         | Wedst | Goals |
| ------- | ------------------ | ------ | ------------------ | ----- | ----- |
| 2010/11 | Sporting Charleroi | België | Jupiler Pro League | 1     | 0     |
| 2010/11 | Sporting Charleroi | België | Play-Off III       | 0     | 0     |
|         |                    |        | Totaal             | 1     | 0     |

Bijgewerkt: 23/03/2011